# Liolaemus patriciaiturrae
Liolaemus patriciaiturrae este o specie de șopârle din genul Liolaemus, familia Tropiduridae, descrisă de Navarro 1993. Conform Catalogue of Life specia Liolaemus patriciaiturrae nu are subspecii cunoscute.